# Свенска серієн з хокею 1935—1936
 Свенска серієн: 1935—1936 — 1-й сезон у «Свенска серієн», що була на той час найвищою за рівнем клубною лігою у шведському хокеї з шайбою.
У чемпіонаті взяли участь 8 клубів. Турнір проходив у одне коло.
Переможцем змагань став клуб АІК Стокгольм.

## Турнірна таблиця
|   | Команда                        | І | В | Н | П | Ш       | О  |
| - | ------------------------------ | - | - | - | - | ------- | -- |
| 1 | АІК Стокгольм                  | 7 | 6 | 0 | 1 | 26 - 23 | 12 |
| 2 | Седертельє СК                  | 7 | 4 | 2 | 1 | 12 - 14 | 10 |
| 3 | Седертельє ІФ                  | 7 | 3 | 3 | 2 | 8 - 11  | 8  |
| 4 | «Гаммарбю» ІФ (Стокгольм)      | 7 | 3 | 1 | 3 | 13 - 7  | 7  |
| 5 | ІК «Йота» (Стокгольм)          | 7 | 3 | 0 | 4 | 11 - 14 | 6  |
| 6 | «Реймерсгольмс» ІК (Стокгольм) | 7 | 2 | 1 | 4 | 12 - 16 | 5  |
| 7 | ІК «Гермес» (Стокгольм)        | 7 | 2 | 1 | 4 | 5 - 15  | 5  |
| 8 | «Карлбергс» БК (Стокгольм)     | 7 | 0 | 3 | 4 | 9 - 16  | 3  |